# سكاي وورث
سكاي وورث  (بالإنجليزية: Skyworth)‏ هي شركة صينية مختصة في صناعة الالكترونيات وتقنيات التلفزة، تأسست سنة1988. يقع مقرها في مدينة شنجن، داخل مجمع صناعات التكنولوجيا الحديثة المسمى «وادي السيلكون الصيني»، والذي بعد واحدا من أهم المجمعات الصناعية في الصين.

## التاريخ
لم تسلم سكاي وورث من بعض الاخفاقات، فبعد نموها السريع بين اعوام 1996 و2000 اضطرت الشركة ان تغلق وحدة اجهزة صغيرة واضطرت ان تبيع شركة هواتف محمولة حديثة النشأ وتبيع 80% من اسهمها للدائنين بأسعار رمزية، كما عانت الشركة لفترة من انخفاض طفيف في نسبة المبيعات.

## وصلات خارجية
- الموقع الإلكتروني